# Яга (провінція)
Яга (фр. Yagha) — одна з 45 провінцій Буркіна-Фасо. Входить до складу регіону Сахель. Адміністративний центр провінції — місто Себба. Площа провінції становить 6468 км².

## Населення
За даними на 2013 рік чисельність населення провінції становила 202 566 осіб.
Динаміка чисельності населення провінції по роках:
| 1996   | 1997   | 2005   | 2006   | 2013   |
| ------ | ------ | ------ | ------ | ------ |
| 116419 | 116985 | 146861 | 159485 | 202566 |

## Адміністративний поділ
В адміністративному відношенні поділяється на 6 департаментів:
- Бундоре
- Мансіла
- Себба
- Сольян
- Танкугунадьє
- Тітабе